# 不知所措 (1990年电影)
《不知所措》（直译为“我不确定”）是一部马拉雅拉姆语电影。 该片于1990年在印度上映。